# Calpurnius Siculus
Titus Calpurnius Siculus was een Romeins dichter van wie zeven eclogae, herdersdichten, zijn bewaard.
Over zijn leven is niets bekend, maar door toespelingen in zijn gedichten is duidelijk dat Calpurnius Siculus leefde in de tijd van keizer Nero (54-68 na Chr.). De bijnaam Siculus (‘van Sicilië’) kan betekenen dat hij van Sicilië kwam, maar kan ook verwijzen naar het feit dat hij herdersdichten schreef net zoals Theocritus, de grondlegger van het genre, die geboren is in Syracuse op Sicilië. Zijn werk is duidelijk beïnvloed door de Bucolica van Vergilius, die het genre van het herdersdicht had overgenomen van Theocritus en geïntroduceerd in de Latijnse poëzie.
Zijn werk is een eerste voorbeeld van de allegorische toepassing van pastorale poëzie, die bij latere pastorale dichters, van de Middeleeuwen tot in de 18de eeuw, dikwijls zou worden gebruikt. Het is namelijk duidelijk dat een aantal van Calpurnius’ herders niet meer dan allegorieën zijn van historische figuren. In de eclogae van Vergilius waren er al voorzichtige toespelingen op de actualiteit, zoals in diens 4de ecloga waarin een gouden tijdperk wordt aangekondigd. Bij Calpurnius komt het gouden tijdperk ook voor, maar slaat dan onmiskenbaar op de regering van Nero. Zijn gedichten gaan in feite over figuren uit zijn tijd, zijn bedoeld voor een beperkte doelgroep en hebben propagandistische tendensen.
In de handschriftelijke overlevering werden ook vier eclogae van Nemesianus, een dichter uit de 3de eeuw, op naam van Calpurnius gezet. De editio princeps (eerste gedrukte uitgave) van zijn werk verscheen in 1471, waarschijnlijk samen met dat van Silius Italicus, te Rome. In de editie van Thadaeus Ugoletus (Parma 1491?) werden de laatste vier eclogae al aan Nemesianus toegeschreven. Maar dat de eclogae van Calpurnius en Nemesianus van verschillende dichters zijn werd overtuigend vastgesteld door Moriz Haupt in zijn De Carminibus bucolicis Calpurnii et Nemesiani (1854).